# Aegon Championships 2017
Aegon Championships 2017 — тенісний турнір, що проходив на трав'яних кортах  у Лондоні, Велика Британія з 19 червня. Належав до категорії ATP 500, був турніром серії Queen's Club Championships 2017 року.

## Фінальна частина

### Одиночний розряд
Фелісіано Лопес —  Марин Чилич 4–6, 7–6(7–2), 7–6(10–8)

### Парний розряд
Джеймі Маррей /  Бруно Соарес —  Жульєн Беннето /  Едуар Роже-Васслен 6–2, 6–3